# دونالد غاري يونغ
دونالد غاري يونغ (بالإنجليزية: Donald Gary Young)‏ هو شخصية أعمال أمريكي، ولد في 11 يوليو 1949 في سالمون في الولايات المتحدة، وتوفي في 12 مايو 2018 في سولت ليك في الولايات المتحدة بسبب سكتة.

## وصلات خارجية
- الموقع الرسمي